# Ђуро Трбовић
Ђуро Трбовић (Кракар, код Дрежнице, 1913 — Лика, 25. новембар 1944), учесник Народноослободилачке борбе и народни херој Југославије.

## Биографија
Рођен је 1913. године у селу Кракар код Дрежнице, Огулин. Ту је завршио основну школу, а затим је радио у шумама Горског котара и западне Босне као шумски радник. Делимично се бавио и земљорадњом на малој земљишној површини. Због тога је морао да потражи неко друго запослење. Напослетку је нашао посао у жандармерији, којег није дуго радио, јер је убрзо Југославија била захваћена Другим светским ратом.
После капитулације Југославије, вратио се у родно село, где се убрзо прикључио групи антифашистички расположених људи свога краја. Укључио се у устанак у лето 1941. године и убрзо постао члан Комунистичке партије Југославије. Борци партизанског логора у Брезном изабрали су га 1941. године за свог првог командира. Од тада је вршио одговорне дужности у приморско-горанским јединицама НОВЈ.
Био је командир чете у батаљону „Марко Трбовић“, командант Првог батаљона Приморско-горанског партизанског одреда, командант Другог ударног батаљона, заменик команданта Прве бригаде Тринаесте приморско-горанске дивизије и командант Групе приморско-горанских одреда. Јула 1944. године, био је постављен за команданта Прве бригаде Тринаесте дивизије. У октобру је произведен у чин мајора, након чега је отишао на виши официрски курс при Главном штабу НОВ Хрватске.
Враћајући се из Далмације после завршетка курса, да би у Лици примио дужност оперативног официра у Штабу Тринаесте дивизије, доживео је саобраћајни удес. Од добијених повреда преминуо је 25. новембра 1944. године.
Указом Президијума Народне скупштине Федеративне Народне Републике Југославије, 20. децембра 1951. године, проглашен је за народног хероја.